# Franz Endres (Politiker)
Franz Endres (* 27. März 1847 in Oberhatzendorf (heute Hatzendorf); † 2. März 1906 in Graz) war Industrieller und Abgeordneter zum Österreichischen Abgeordnetenhaus.

## Leben
Franz Endres war Sohn des gleichnamigen Arztes Franz Endres. Nach dem Besuch einer Grazer Real- und Handelsschule war er zwischen 1866 und 1880 Kaufmann in Leoben. Nach dem Tod seines Schwiegervaters Tobias Pichlmayer im Jahr 1876 war er Besitzer der Kalk- und Ziegelwerke in Donawitz und Leitendorf (beide heute Stadtteile von Leoben). Er starb am 2. März 1906 im Landeskrankenhaus Graz an einer Bauchspeicheldrüsengeschwulst.
Er war 1894 Vizepräsident und von 1896 bis 1902 Präsident der Handels- und Gewerbekammer Leoben. Weiters war er auch Obmann des Wirtschaftsvereins Leoben. 1898 wurde ihm das Ritterkreuz des Franz-Joseph-Ordens verliehen.
Franz Endres war von 1884 bis 1898 Mitglied im steiermärkischen Landtag (VI., VII. und VIII. Wahlperiode). Bis 1906 war er in der Gemeindevertretung Leoben. Ungefähr zwischen 1881 und 1906 war er auch in der Gemeindevertretung Donawitz.
Er war römisch-katholisch und ab 1867 verheiratet mit Anna Pichelmayer († 1895), mit der er drei Töchter hatte. Nach dem Tod seiner Ehefrau heiratete er 1897 Marie Tragut.

## Politische Funktionen
Franz Endres war vom 31. Januar 1901 bis zum 22. März 1902 Abgeordneter des Abgeordnetenhauses im Reichsrat (X. Legislaturperiode) und vertrat dort für das Kronland Steiermark die Kurie Handels- und Gewerbekammer Leoben. Er trat am 22. März 1902 zurück, sein Nachfolger war Rudolf Pfaffinger.

## Klubmitgliedschaften
Franz Endres war Mitglied der Deutschen Fortschrittspartei.